# Glossar der Anime- und Manga-Begriffe
Diese Liste sammelt Begriffe, die für und/oder in Anime und Manga verwendet werden oder in deren Zusammenhang stehen. Nicht davon betroffen sind allgemeine japanische Wörter und Redeweisen, sowie kulturelle Begriffe (wie zum Beispiel Kawaii, Senpai etc.) und allgemeingültige Begriffe aus dem Bereich Film und Fernsehen.

## Allgemeine Begriffe
- Anime: bezeichnet in Japan produzierte Zeichentrickfilme und -serien. In Japan selbst steht Anime für alle Arten von Animationsfilmen, für die im eigenen Land produzierten ebenso wie für importierte.
- Ahegao: bezeichnet einen in übertriebener Form gezeichneten/animierten Gesichtsausdruck meist weiblicher Figuren in pornografischen Mangas/Animes/Computerspielen.
- Artbook: Merchandising-Produkte zu Animes, Mangas oder auch Videospielen, in denen farbig gestaltete Motive oder zuvor unveröffentlichte Zeichnungen zu den jeweiligen Serien veröffentlicht werden.
- Etchi: beschreibt unanständige Darstellung von Sexualität. Oft ist diese Darstellung ein eigenes Genre in Anime und Manga.
- Fanservice: bezeichnet Elemente, die nicht zur Entwicklung der Handlung beitragen, sondern dem Publikum einfach nur gefallen sollen. Dies sind beispielsweise sexuelle Schlüsselreize, überzogene Gewalt, versteckte Details oder auch Referenzen zu anderen Werken.
- Guro: groteske inhaltliche Themen werden behandelt. Dies sind zum Beispiel Gewalt, Folterszenen oder Brutalität.
- Harem: der Protagonist der Handlung ist von mehreren oder gar einer Vielzahl weiterer Charaktere anderen Geschlechts umgeben. Oft ist diese Darstellung ein eigenes Genre in Anime und Manga.
- Hentai (dt. „Abnormität, Perversion“): bezeichnet man außerhalb des japanischen Sprachraums pornographische Manga und Anime. Darüber hinaus kann damit ein perverser Charaktertyp beschrieben werden.
- Lolicon, ist eine Abkürzung des Begriffs Lolitakomplex und bezeichnet die eindeutig sexuelle Darstellungen fiktiver minderjähriger Mädchen mit einem anscheinenden Alter von 8 bis 13 Jahren als auch die sexuelle Fixierung darauf, obwohl das in der Handlung angegebene Alter weit darüberliegen kann.
- Magical Girl (dt. „magisches Mädchen“): ein jugendlicher, weiblicher Charakter (Bishōjo), der durch einen speziellen Gegenstand übernatürliche Kräfte erlangt und dessen Schicksal es ist, gegen dunkle Mächte zu kämpfen. Oft ist diese Darstellung ein eigenes Genre in Anime und Mangas.
- Manga: ist der japanische Begriff für Comics. Außerhalb von Japan bezeichnet er in der Regel ausschließlich aus Japan stammende Comics, anderweitig wird er aber auch zur Bezeichnung von nichtjapanischen Comics mit Manga-Stilelementen verwendet. Eine klare Abgrenzung von Manga durch Stilmerkmale statt durch Herkunft ist wegen der großen formalen Vielfalt des Mediums in Japan jedoch nicht möglich. Anlehnung und Abgrenzung zum japanischen Manga werden Comics aus Südkorea als Manhwa und Comics aus dem chinesischen Raum als Manhua bezeichnet.
- Manga-Magazin: Zeitschrift, in der in regelmäßigen Abständen einzelne Kapitel japanischer Comic-Serien (Manga) veröffentlicht werden.
- Mangaka: Person, die Mangas zeichnet.
- Mecha, riesiger Roboter.
- Omake, Extramaterial in einem Anime oder Manga
- Original Net Animation (auch Web-Anime, kurz: ONA): bezeichnet Anime, deren Erstveröffentlichung über das Internet erfolgte.
- Original Video Animation (kurz: OVA): bezeichnet Anime, die im Gegensatz zu Kinofilmen und Fernsehserienvon vornherein ausschließlich zur Veröffentlichung für den Videomarkt produziert werden. DVDs, die als Beilagen zu Mangabänden veröffentlicht werden, werden OAD (Original Animation DVD) genannt.
- Raw, rohe Version eines Mangas, die meist noch in keine Sprache übersetzt wurde.
- Seiyū, japanischer Anime-Sprecher
- Slice of Life: ist ein Ausschnitt aus dem Alltag einer Person oder einer fiktiven Figur und bezieht sich auf die Darstellung von Alltagssituationen. Oft ist diese Darstellung ein eigenes Genre in Anime und Manga.
- Shotacon: bezeichnet die Fixierung auf niedliche minderjährige Jungen.
- Boys Love:  Überbegriff für Yaoi und Shōnen Ai mit Darstellungen von homoromantischen bis homoerotisch-pornografischen Darstellungen von Homosexuellen Handlungen.
- Shōnen Ai: Genre aus den 1970er Jahren, über Liebesbeziehungen zwischen Männlichen Bishōnen.
- Yaoi: Bezeichnung für als Dōjinshi veröffentlichte Medien, die sich mehr auf Darstellungen von Sex zwischen Männern fokussieren.
- Yuri: Liebe und Romantik zwischen weiblichen Charakteren. Oft ist diese Darstellung ein eigenes Genre in Anime und Manga.
- Yonkoma: japanisches Manga-Format, das in vier Panels eine abgeschlossene, oft witzige Handlung darstellt.

## Strömungen
- Alternative Manga: Mangas, die nicht in den großen Manga-Magazinen publiziert werden und sich nicht den im Medium üblichen Stilen und Genres unterordnen.
- Underground-Manga, Angebot, das sich gezielt von kommerziellen Angeboten abhebt.

- Gekiga: bezeichnet eine Bewegung des Mangas in Japan, die sich von dem für ernstere Geschichten als ungeeignet betrachteten Begriff Manga abheben wollte, ähnlich wie später der Begriff Graphic Novel in den USA.

## Charaktere
- Ahoge: Haar eines Charakters, das in einer anderen Richtung zu den anderen Haaren steht.
- Bishōjo: (dt. „schönes Mädchen“) ist die japanische Bezeichnung für das idealtypische Bild einer schönen jungen Frau.
- Bishōnen: (dt. „schöner Junge“) ist die japanische Bezeichnung für das Idealbild eines schönen jungen Mannes.
- Chibi: beschreibt die Darstellung von Charakteren in kindlicher Form.
- Futanari: Charaktere verfügen zugleich über männliche und weibliche Geschlechtsmerkmale, wie Vulva und Penis (Androgynie).
- Kemonomimi (auch Kemomimi): sind menschlich gestaltete Figuren mit Merkmalen von Tieren.
- Dojikko: ist üblicherweise ein weiblicher Charakterarchetyp, der sich durch extreme Tollpatschigkeit (doji) auszeichnet.
- Kemono (dt.  „wildes Tier“): bezeichnet tierähnliche Charaktere, die in menschlichen Umgebungen und Situationen gezeigt werden. Der Stil kommt allerdings auch in anderen japanischen Kunstformen zum Einsatz.
- Meganekko: bezeichnet ein Brille tragendes Mädchen.
- Moe: ist ein japanischer Slang-Ausdruck für Zuneigung zu Charakteren in Videospielen, Manga oder Anime. Die Bezeichnung tritt oft in Verbindung mit stereotypen Merkmalen auf. So beschreibt 眼鏡っ娘萌え (meganekko-moe, Brillenmädchen-Moe) die Eigenschaft, Charaktere mit Brillen (siehe auch: Meganekko) anziehend zu finden.
- Pettanko: oftmals abwertende Bezeichnung für eine flachbrüstige Frau.
- Tsundere: bezeichnet einen zumeist weiblichen Charaktertyp, der sich durch eine zickige und streitsüchtige Art auszeichnet, sich aber unter bestimmten Umständen zurückhaltend und liebenswert verhält, zum Beispiel wenn er oder sie mit jemandem allein ist.
- Yandere: bezeichnet einen zumeist weiblichen Charaktertyp, der zu einer anderen Person eine starke Zuneigung empfindet, aber häufig, meist aus nicht erwiderter oder enttäuschter Liebe, im späteren Verlauf in einen psychotischen Zustand verfällt. In diesem Zustand kommt es nicht selten zur Gewaltausübung, bis dahin, dass der betroffene Charakter zum Mörder wird oder Selbstmord begeht.

## Demografie und Zielgruppen
- Josei: erwachsene Frauen
- Kodomo: Kinder jeden Geschlechts
- Seinen: erwachsene Männer
- Shōjo: weibliche Jugendliche
- Shōnen: männliche Jugendliche

## Fandom und Kultur
- Anime Music Video (kurz: AMV): Musikvideo, welches mit Hilfe von Anime-Szenen erstellt worden ist und meist auf Webvideo-Plattformen veröffentlicht wird.

- Aniparo: ist eine Bezeichnung für Anime Charaktere, die von Fans parodiert werden. Es ist ein Kofferwort auf Anime und Parodie.
- Con-Hon: Bezeichnung für kleine Bücher mit leeren Seiten. Diese werden, vergleichbar den Poesiealben, im Freundeskreis oder auf Anime-Conventions herumgereicht mit der Bitte, kleine Bilder, meist im Manga-Stil, hineinzuzeichnen oder Sprüche und Grüße hineinzuschreiben.
- Cosplay: ein Charakter wird durch das Tragen eines Kostüms und des dementsprechenden Verhaltens möglichst originalgetreu dargestellt.
- Dakimakura (dt. „Umarmungskissen“): ist eine Sonderform eines Kissens, die sich in Japan entwickelt hat, auf dessen Charaktere aus Anime und Manga abgedruckt sind.
- Dōjinshi: Mangas, die von nichtprofessionellen Zeichnern im Selbstverlag herausgegebene wurden, ähnlich wie Fanzines.
- Fandub: ist eine von Fans synchronisierte Version eines Anime.
- Fansub: ist ein von Fans erstellter Untertitel eines Anime.
- Fudanshi: männlicher Fan von Boys Love
- Fujoshi: weiblicher Fan von Boys Love
- Itasha: bezeichnet Fahrzeuge, deren Karosserieteile mit Zeichnungen fiktiver Charaktere aus Animes, Mangas oder Computerspielen (insbesondere Bishōjo-Spielen) versehen sind
- Manga Kissa (auch Manga-Cafes): sind Einrichtungen in Japan, die einer Mischung aus Café und Bibliothek ähneln. Sie bieten neben Manga zum Lesen vor Ort auch zahlreiche Annehmlichkeiten an, insbesondere Internetzugang, Multimediaunterhaltung und Spielkonsolen. Siehe auch: Cosplay-Restaurant.
- Otaku: Fans, die ein großes Maß an Zeit und Geld für ihre Leidenschaft am Konsum von Anime, Manga und Videospielen aufwenden und ihr mit großer Neigung nachgehen. Es wird ähnlich wie die englischen Wörter Nerd oder Geek benutzt.
- Waifu: weiblicher fiktionaler Charakter, zu dem eine besondere Beziehung oder Fanliebe gepflegt wird. Das männliche Gegenstück wird Husbando genannt.
- Zettai Ryōiki: Hautpartie zwischen Minirock oder kurzen Hosen und Strümpfen bzw. diese Kleidungskombination

## Verwandte Medien
Die folgenden Medien beziehen sich auf Werke, die zur Entwicklung von Anime und Manga beitragen, häufig eine Adaption dieser sind oder viele Stilelemente von Manga und Anime enthalten.
- Dorama, japanische Fernsehserie. Einige basieren auf Anime oder Mangas oder wurden später als diese umgesetzt.
- Eroge: japanische Video- oder Computerspiele mit erotischem und pornografischem Inhalt.
- Galge: japanisches Computerspiel, das eine Aktion mit attraktiven weiblichen Charakteren voraussetzt.

- Otome Game: ein Computerspiel, welches auf junge Frauen und Mädchen als Zielgruppe ausgerichtet ist und dessen Ziel ist, im Spiel eine romantische Beziehung zwischen der weiblichen Protagonistin und einer oder mehreren männlichen Figuren aufzubauen.
- Light Novel: japanische Romane für junge Erwachsene. Einige von ihnen wurden als Manga oder Anime umgesetzt.

- Ren’ai-Simulation: Computerspiel mit dem Ziel eine Liebesbeziehung mit meist einem von mehreren Computerspielfiguren aufzubauen.
- Visual Novel: bezeichnet japanische Adventures, die größtenteils Textadventures mit einer Verwendung von Standbildern sind.